# Weissia opaca
Weissia opaca là một loài Rêu trong họ Pottiaceae. Loài này được (Dixon) Magill miêu tả khoa học đầu tiên năm 1979.